# Hoplosauris moesta
Hoplosauris moesta là một loài bướm đêm trong họ Geometridae.